# آندور آیتائی
آندور آیتائی (مجاری: Ajtay Andor؛ ‏ ۲۵ ژوئیهٔ ۱۹۰۳ – ۸ مهٔ ۱۹۷۵) بازیگر اهل مجارستان بود.
از فیلم‌ها یا برنامه‌های تلویزیونی که وی در آن نقش داشته‌است می‌توان به کانتات، بانو یک اتاق می‌خواهد و اورینت اکسپرس اشاره کرد.
وی همچنین برندهٔ جوایزی همچون جایزه کشوت شده‌است.